# Lunéville
Lunéville – gmina we Francji, w regionie Grand Est, w departamencie Meurthe i Mozela.
Leży nad rzeką Vezouze u jej ujścia do Meurthe (wpadającej 30 km dalej do Mozeli). W mieście znajduje się niewielkie spiętrzenie wody, od którego płynie boczna odnoga kanałem wzdłuż założenia parkowego.
Tutaj król Polski i książę Lotaryngii Stanisław Leszczyński zbudował pałac, będący jednym z najlepszych założeń późnobarokowych na świecie.
9 lutego 1801 podpisany tu został pokój w Lunéville kończący wojnę pomiędzy napoleońską Francją a Austrią. Traktat ten w zasadzie powtórzył uzgodnienia z Campo Formio.
18 września 1944 niemiecka 111 Brygada Pancerna próbowała zdobyć miejscowość, tracąc 24 czołgi. Było to preludium bitwy pancernej pod Arracourt.
Według danych na rok 1990 gminę zamieszkiwało 20 711 osób, a gęstość zaludnienia wynosiła 1268 osób/km² (wśród 2335 gmin Lotaryngii Lunéville plasuje się na 11. miejscu pod względem liczby ludności, natomiast pod względem powierzchni na miejscu 292.).

## Populacja

Populacja Lunéville w latach 1962–2008

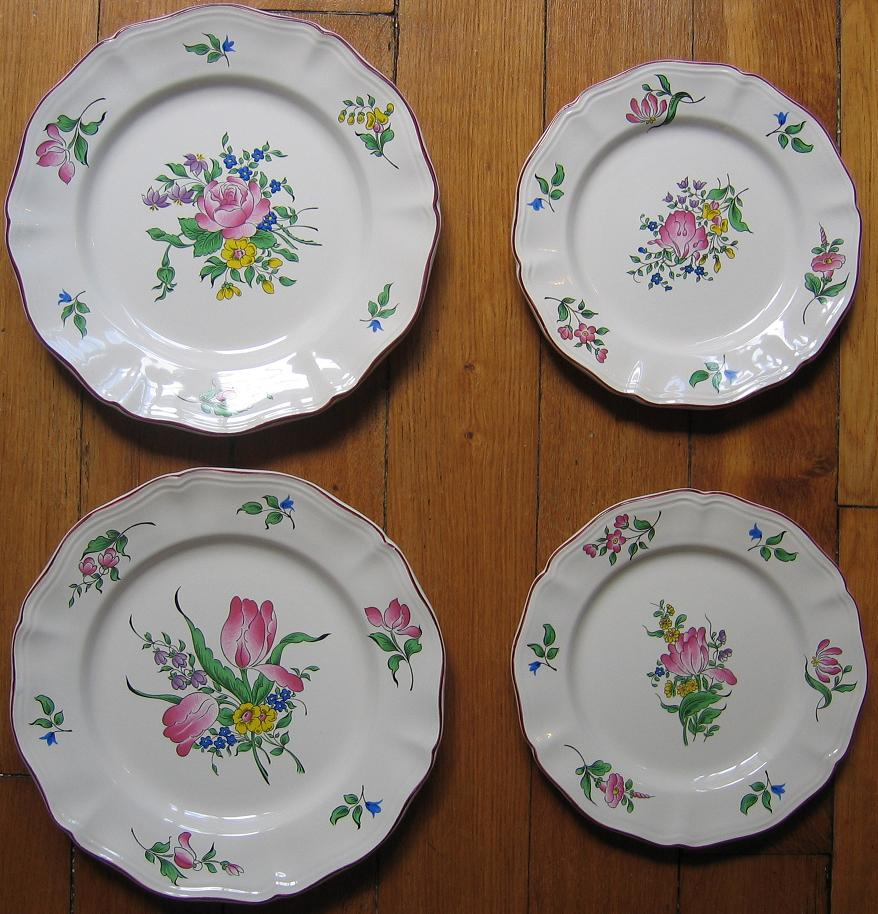
Fajans we Lunéville

## Współpraca
Miejscowości partnerskie:
- Schwetzingen, Niemcy
- Tienen, Belgia